# Canford Heath
Canford Heath är en stadsdel i staden Poole i kommunen Bournemouth, Christchurch and Poole, i grevskapet Dorset, i riksdelen England, i den södra delen av Storbritannien, 150 km sydväst om huvudstaden London. Antalet invånare är 14 418.